# Świerczyna (Opoczno)
Pour les articles homonymes, voir Świerczyna.
Świerczyna (prononciation [ɕfjɛrˈt͡ʂɨna]) est un village de la gmina de Drzewica, du powiat d'Opoczno, dans la voïvodie de Łódź, situé dans le centre de la Pologne.
Il se situe à environ 7 kilomètres à l'ouest de Drzewica (siège de la gmina), 9 kilomètres au nord-est d'Opoczno (siège du powiat) et 75 kilomètres au sud-est de Łódź (capitale de la voïvodie).

## Administration
De 1975 à 1998, le village était attaché administrativement à l'ancienne voïvodie de Radom.

Depuis 1999, il fait partie de la nouvelle voïvodie de Łódź.